# Ryan O'Shaughnessy
Ryan O'Shaughnessy, född 27 september 1992, är en irländsk sångare och låtskrivare från Skerries, Dublin. Han representerade Irland i Eurovision Song Contest 2018 med låten "Together". Han kvalificerade sig till finalen, där han kom på en 16:e plats.
Hans farbror Gary O'Shaugnessy representerade Irland i Eurovision Song Contest 2001 med låten "Without Your Love".